# Iceberg

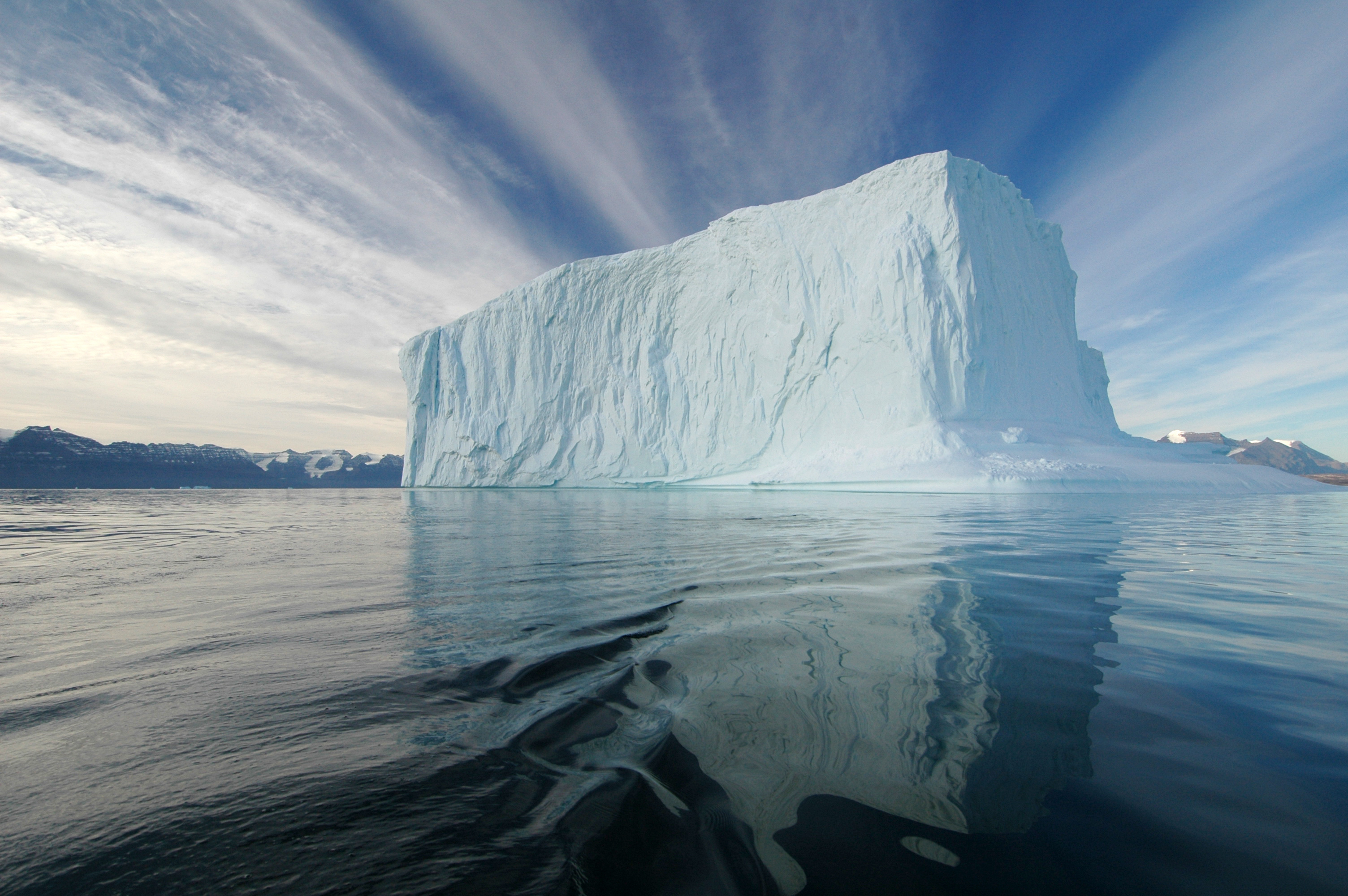
Iceberg v největším národním parku na světě Severovýchodní Grónsko

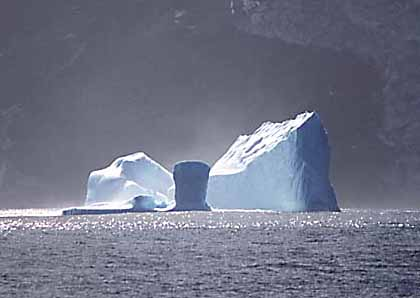
Iceberg

Iceberg, též ledová hora, je velký kus plovoucího ledovcového ledu oddělený telením od šelfového ledovce či plovoucího jazyka ledovce. Když jej mořský proud přivede do mělčích vod, může se dostat do kontaktu s mořským dnem, což vede k tzv. drážkování dna ledem. Asi 7/8 icebergu je pod hladinou vody.
Pojmy iceberg a ledovec nejsou identické. Ledovec spočívá na horninovém podloží. Pokud na dolním konci nezaniká jen odtáváním, odlamují se z něj kusy až veliké bloky ledu – je-li to do moře, jde o icebergy. Používat pro icebergy totéž označení jako pro jejich zdroje, v nichž se ze sněhu vytváří led, je matoucí.

## Význam slova
V české odborné literatuře se užívá iceberg převzaté z angličtiny, ale berg není původem anglické slovo (užívá se dnes leda jako zkratka pro iceberg), název byl v letech 1765–1775 převzat z holandského ijsberg. Starší anglické označení je „mořský kopec“, sea-hill (po 1690). Berg je německý název pro horu či kopec, Eis pro led. Označení eisberg je převzaté z němčiny. Dánština takové těleso nazývá isbjerg, švédské slovo pro ledovou horu je isberg.

## Pojmenování dle velikosti

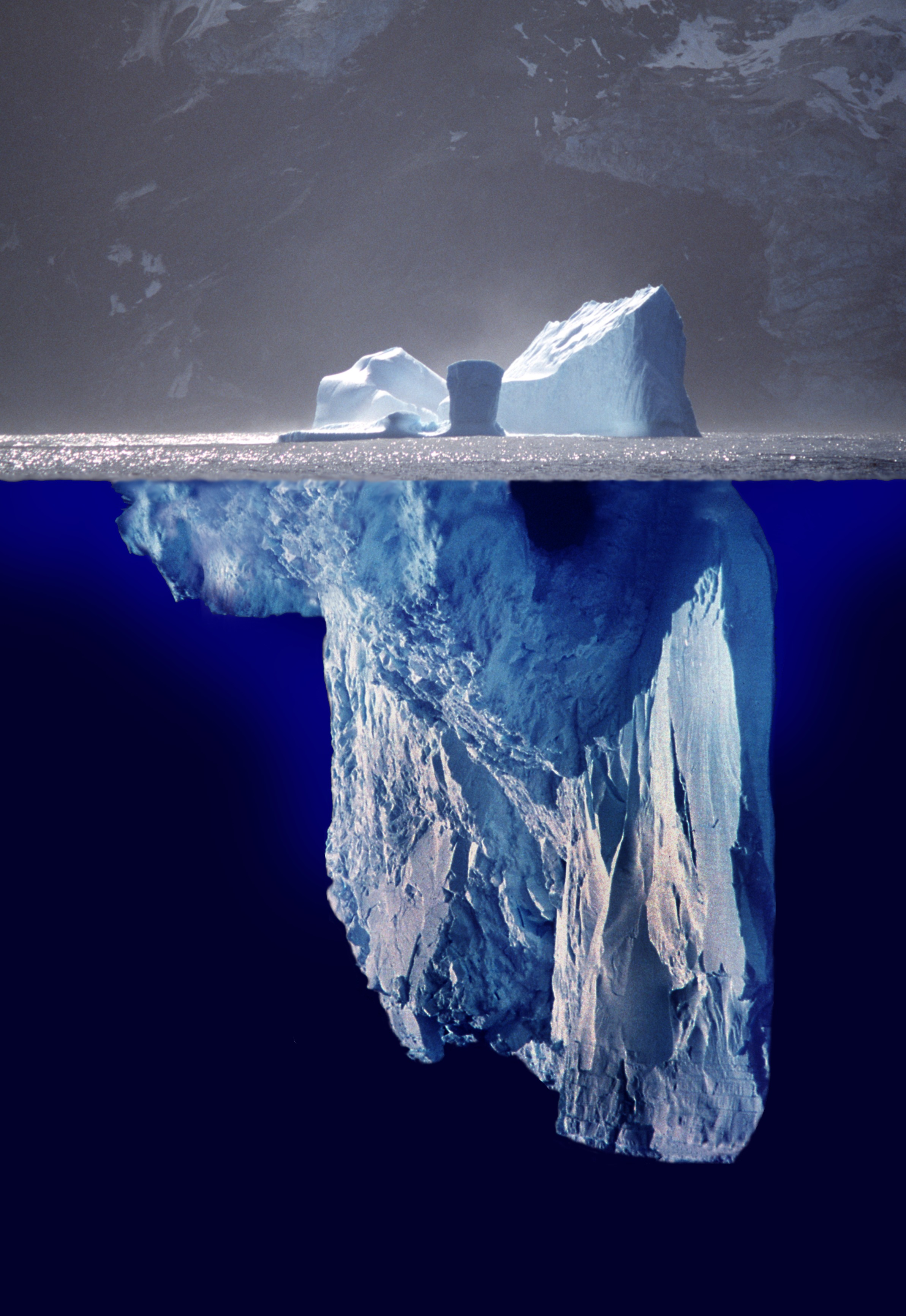
Iceberg, fotomontáž

Pojmenování icebergů dle velikosti (platí pro severní polokouli):
| anglicky        | možný český termín           | nad hladinou / 1 m | délka / 1 m | hmotnost / 1 Mt |
| Growler         | „mručák“, kousek icebergu    | < 1                | < 5         | 0,001           |
| Bergy Bit       | „ledová hůrka“, kus icebergu | 1–5                | 5–15        | > 0,01          |
| Small Berg      | malý iceberg                 | 5–15               | 15–60       | > 0,1           |
| Medium Berg     | střední iceberg              | 16–45              | 61–120      | 2               |
| Large Berg      | velký iceberg                | 46–75              | 121–200     | 10              |
| Very Large Berg | obří iceberg                 | > 75               | > 200       | > 10            |

Termín growler pochází od projevu takového nejmenšího icebergu, kdy unikající bubliny stlačeného vzduchu bručí či vrčí, vytváří zvuk nazývaný „Bergie Seltzer“. Bubliny obsažené v ledu mají zvýšený tlak, pokud daný led pochází z velké hloubky zdrojového ledového štítu (i více než kilometr pod jeho povrchem) nebo ledovce. Po roztátí ledu, který je kryje, slyšitelně explodují.
Taje-li bergy bit či growler v teplé vodě odspodu, bývá nebezpečné se k němu přiblížit, neb se může znenadání převrátit.

## Ponořená část icebergů
Hustota ledu vzniklého mrznutím tekuté vody je asi 920 kg/m3 a mořské vody asi 1025 kg/m3. Souvislý led vzniklý stlačením sněhu místo mrznutím vody obsahuje hojnost vzduchových bublinek. Jeho objemová hmotnost je proto vždy nižší, může to být i pouhých 5/6 hustoty mořské vody. Typický podíl ponořené části icebergu je 7/8, vynořená je pak osmina objemu (viz Šelfový ledovec). U nevelkých kusů plovoucího ledovcového ledu, které nemají podobu tlusté desky, může vyčnívat jen jeden vrchol.

## Velikosti a rozlohy
Údajně největší známý iceberg v severním Atlantiku byl 168 m nad hladinou moře podle zprávy ledoborce USCG v roce 1958. Většina největších ledových hor na severní polokouli pochází ze západního Grónska, teploty v jejich nitru jsou −15 až −20 °C.
Icebergy se pohybují spolu s mořskými proudy, ovlivnění jejich pohybu samotným větrem je nevelké, vzhledem k malé vynořené a velké ponořené jejich části. Největší zaznamenané icebergy pochází z Rossova šelfového ledovce v Antarktidě. Iceberg B-15, který byl na snímku z družice v roce 2000, měl rozlohu 295 km × 37 km a tedy plochu 11 tisíc km². Největší iceberg v historii měl rozlohu více než 31 tisíc km², nacházel se asi 240 kilometrů západně od ostrova Scott v jižním Tichém oceánu v roce 1956. Tento iceberg byl větší než Belgie.